# Ricardo Mangas
Ricardo Mangas, né le 19 mars 1998 à Olhão au Portugal, est un footballeur portugais qui évolue au poste d'arrière gauche au Sporting CP.

## Biographie

### Débuts professionnels
Né à Olhão au Portugal, Ricardo Mangas est notamment formé par le Benfica Lisbonne. Avec l'équipe U19, il atteint notamment la finale de l'UEFA Youth League lors de l'édition 2016-2017. Il joue quatre matchs durant ce tournoi mais reste sur le banc lors de la finale perdue face au Red Bull Salzbourg. Il ne joue cependant aucun match avec l'équipe première de Benfica.
En juillet 2017, il rejoint le CD Aves mais se voit prêté dans la foulée au SC Mirandela.
De retour au CD Aves, Mangas fait ses débuts en Liga NOS lors de la saison 2019-2020, le 17 décembre 2019 contre le SC Braga. Il est titulaire et son équipe s'impose par un but à zéro. Il inscrit son premier but le 2 février 2020 face au CS Marítimo, en championnat. Il ouvre le score et son équipe s'impose par deux buts à un

### Boavista
Le 4 août 2020, Ricardo Mangas s'engage pour un contrat de quatre ans avec le Boavista FC, club de première division. Il joue son premier match sous ses nouvelles couleurs dès la première journée de la saison 2020-2021 contre le CD Nacional. Titulaire, il se fait remarquer en inscrivant également son premier but sous ses nouvelles couleurs, et les deux équipes se partagent les points (3-3).

### Girondins de Bordeaux
Ricardo Mangas rejoint les Girondins de Bordeaux le 4 août 2021, sous forme de prêt avec option d'achat.
Titulaire chez les girondins, Mangas ne peut empêcher la relégation de Bordeaux à l'issue de la saison, le club quittant l'élite du football français après 31 ans passés au plus haut niveau.

### Retour à Boavista
Bien que Bordeaux souhaite conserver le joueur à l'issue de son prêt, Ricardo Mangas fait son retour à Boavista à l'été 2022.

### Vitória SC
Le 4 juillet 2023, Ricardo Mangas rejoint le Vitória SC. Il signe un contrat de trois ans, soit jusqu'en juin 2026.

### Spartak Moscou
Le 10 septembre 2024, Ricardo Mangas rejoint le Spartak Moscou. Le transfert est estimé à 2 millions d'euros plus 500 000 euros de bonus.

### Sporting CP
Ricardo Mangas quitte le Spartak Moscou un an après son arrivée pour signer le 7 août 2025 au Sporting CP. Il signe un contrat de quatre ans, soit jusqu'en juin 2029.

## Palmarès
Benfica Lisbonne
- UEFA Youth League :
  - Finaliste : 2016-17.